# Сахаутдинова, Роза Хайдаровна
Роза Хайдаровна Сахаутдинова (род. 25 июня 1937 года) — композитор. Заслуженный деятель искусств Башкирской АССР (1990) и Российской Федерации (2003). Народная артистка Республики Башкортостан (1994). Член Союза композиторов БАССР и СССР (1991). Лауреат премии имени М. Акмуллы (1993)

## Биография
Сахаутдинова Роза Хайдаровна родилась 25 июня 1937 года в городе Душанбе Таджикской ССР. После Великой Отечественной войны семья переехала в Башкортостан в посёлок Чишмы. Окончив здесь школу, Роза пришла в Башгосфилармонию — танцевала в ансамбле народного танца под руководством Файзи Гаскарова, работала в эстрадных бригадах. Работала в г. Сибае художественным руководителем Дома культуры.
В 1971 году окончила Уфимское училище искусств. По окончании училища работала в уфимской общеобразовательной школе № 100, где организовала детскую хоровую студию.
В 1970-е годы Роза Хайдаровна начала сочинять песни. Писала песни и в годы работы звукорежиссёром на башкирском телевидении.
В 1991 году стала членом Союза композиторов СССР. Рекомендацию для вступления в Союз ей дал председатель Союза композиторов СССР Тихон Хренников.
В настоящее время Роза Хайдаровна пишет инструментальную музыку, создаёт хоровые произведения, песни и романсы на стихи поэтов Мустая Карима, Равиля Бикбаева, Сафуана Алибаева, Рами Гарипова, Мусы Сиражи, Тамары Ганиевой.
Её песни входят в репертуар Театра песни Рената Ибрагимова, их исполняли артисты Хайдар Бегичев, Роза Рымбаева, Флюра Кильдиярова, Назифа Кадырова, Танзиля Узянбаева, Фарита Бикбулатова, Фануна Сиражетдинова, Фанави Салихова и др.
Пишет музыку к драматическим спектаклям, радиопостановкам. Её песни в исполнении мастеров эстрады записаны на пластинках Всесоюзной фирмы «Мелодия».

## Сочинения
Сахаутдинова Роза Хайдаровна — автор около 700 музыкальных произведений, включая более 500 песен.
Сборники песен: «Влюблённые, к вам обращаюсь!» (1987), «Озеро лебедей» (1992), «Искорки». Песни и фортепианные пьесы для детей (1997), «Песни соловья» (1998), «Не вернулись в родные края» (2005), «Романсы на стихи Сергея Есенина и Марины Цветаевой», «Песни и романсы» на стихи Гульшат Зайнашевой.
Сборник фортепианных пьес для детей и юношества, сборник «Жизнь» на стихи Рами Гарипова.
Песни «Вишнёвая гора», «Жизнь», «Кукушка», «Озеро лебедей», «Почему?», «Прошла молодость…»

## Награды и звания
- Заслуженный деятель искусств Российской Федерации (2003)
- Народная артистка Республики Башкортостан (1994)
- Заслуженный деятель искусств Башкирской АССР (1990)
- Лауреат премий имени Акмуллы (1993) — за цикл песен о Миякинском районе РБ.
- Лауреат премии имени Рами Гарипова.